# Cachexie
 Mise en garde médicale
La cachexie est un affaiblissement profond de l’organisme (perte de poids, fatigue, atrophie musculaire, etc.) lié à une dénutrition très importante. La cachexie n'est pas une maladie en elle-même, mais le symptôme d'une autre.

## Définition et cause
La définition formelle de la cachexie est la perte de masse corporelle telle qu'elle ne peut plus être inversée ni trouvée à l'aide d'une nutrition adaptée. Elle est observée au cours de plusieurs maladies : anorexie mentale, cancer (cachexie cancéreuse, produite par des substances sécrétées par la tumeur, les cachexines), BPCO, insuffisance cardiaque, insuffisance hépatique, insuffisance rénale, tuberculose, SIDA, alzheimer, certaines protozooses intestinales chez les patients immunodéprimés (comme la cryptosporidiose ou les microsporidioses) ou certaines maladies auto-immunes.

## Mécanisme
La cachexie réduit les patients à un état d'immobilité dû à l'anorexie, à l'asthénie et à l'anémie, mais aussi par atteinte musculaire par hypercatabolisme protéique et donc perte de masse maigre (sarcopénie).
Le mécanisme exact par lequel la cachexie cause ces symptômes est encore mal compris ; il est probable que les cytokines inflammatoires, telles que le TNF-α (également nommé cachexine pour cette raison), l'interféron gamma (IFNγ), et l'interleukine 6 (IL-6) aient un rôle à y jouer, ainsi que le facteur inducteur de protéolyse sécrété par la tumeur elle-même.
Les patients atteints d'anorexie mentale présentent de hauts niveaux plasmatiques de ghréline, phénomène que l'on remarque également chez les sujets atteints de cachexie cancéreuse.

## Traitement
Il n'existe pas de traitement établi pour la cachexie, mais plutôt une série de composés dont un effet secondaire serait de ralentir la cachexie cancéreuse, souvent en stimulant l'appétit ou augmentant la masse musculaire : on peut notamment citer les corticoïdes, les stéroïdes anabolisants ou l'acétate de mégestrol. Tous ces produits ou familles de composés (une vingtaine) font l'objet d'études à divers niveaux mais, à cette date (2003), aucun ne semble avoir passé avec succès le stade des essais de phase III (essais cliniques randomisés en double aveugle sur de larges groupes).